# Yangquan
Yangquan is een stadsprefectuur en stad in het oosten met meer dan 1.300.000 inwoners (2005) in de noordelijke provincie Shanxi, Volksrepubliek China. Yangquan is de zetel van de prefectuur Yangquan. Yangquan hoort bij de prefectuur Yangquan.